# Михайло-Архангельский собор (Великий Устюг)
Михайло-Архангельский собор — недействующий православный храм в городе Великом Устюге Вологодской области, бывший собор Михайло-Архангельского монастыря. Построен в 1653—1656 годах на средства местного купца Никифора Ревякина с благословения митрополита Ионы Сысоевича на месте ранее стоявшей в монастыре деревянной церкви. Был одним из первых каменных зданий в городе.
Храм имеет много общего с другими постройками Ионы Сысоевича. Основной объём собора представляет собой параллелепипед, несколько вытянутый с востока на запад и поставленный на высокий подклет. Из-за подклета к входу в собор ведёт высокое крыльцо. Храм четырёхстолпный. На кубе установлены пять глав. Изначально главы были выполнены из дерева, но затем перестроены в камне. Центральный барабан существенно массивнее угловых.
С севера и юга к основному зданию пристроены два одинаковых придела, соединённые обходящей весь основной объём папертью. С востока к кубическому объёму примыкает алтарная пристройка необычной прямоугольной формы, много меньше его высотой, а с северо-запада — шатровая колокольня «восьмерик на четверике». Собор содержит довольно мало декоративных элементов, среди которых колончатые пояса барабанов всех главок, а также арочные галереи паперти.
Внутри собора находится трёхъярусный резной иконостас XVII—XVIII веков. Праздничный и деисусный чин происходят из Успенского собора, местный чин почти полностью утрачен. В соборе до революции хранилась древнейшая устюжская икона, «Собор Архангела Михаила» ростовского письма XIII века; в настоящее время она выставлена в Русском музее.
30 августа 1960 года собор поставлен под государственную охрану как объект культурного наследия союзного значения.
Ныне храм не действует, в нём располагается филиал Великоустюгского музея-заповедника.